# Ludza
Ludza è un comune della Lettonia appartenente alla regione storica della Letgallia di 15.986 abitanti (dati 2009).

## Località
Il comune è stato istituito nel 2009 ed è formato dalle seguenti località:
- Briģi
- Cirma
- Isnauda
- Istra
- Nirza
- Ņukši
- Pilda
- Pureņi
- Rundēni
- Ludza

## Amministrazione

### Gemellaggi
La città è gemellata con:
- Giacciano con Baruchella
- Molėtai